# Sidi Bakhti
Sidi Bakhti là một đô thị thuộc tỉnh Tiaret, Algérie. Dân số thời điểm năm 2002 là 6.376 người.